# Chang Heung
 (août 2022).
Si vous disposez d'ouvrages ou d'articles de référence ou si vous connaissez des sites web de qualité traitant du thème abordé ici, merci de compléter l'article en donnant les références utiles à sa vérifiabilité et en les liant à la section « Notes et références ».
Chang Heung ou Chan Heung (chinois simplifié : 陈享 ; chinois traditionnel : 陳享 ; pinyin : chén xiǎng) né le 23 août 1806 à l'ouest de King Mui (京梅村, jīngméi cūn), Yamen zhen (zh) (崖門镇/崖门镇) dans le district de Xinhui, municipalité de Jiangmen, province du Guangdong, en Chine (Dynastie Qing) et mort le 20 août 1875), est un pratiquant d'arts martiaux chinois et le fondateur de la boxe du style Choy Lee Fut (蔡李佛拳, « boxe du bouddha Caili »).
En 1823, il étudie le style de Lijia quan (zh) (李家拳, lǐjiā quán, « poing de la maison Li »), que son maître, Li Youshan (zh) (李友山, lǐ yǒushān) a dérivé du Wu quan (五形拳). Il y apprend notamment des techniques de bâton et de travail des jambes.
En 1827, il part au Mont Luofu ou il apprend la Caijia quan (zh) (蔡家拳, « boxe de la maison Cai ») (observant les principes de la grue blanche Baihe quan), enseigné par Cai Fu (zh) (蔡福) et étudie le Shizi quan (十字拳, « Boxe des dix caractères »).
De 1839 à 1840, il assiste Lin Zexu (林则徐), pendant la Première guerre de l'opium dans les forces armées Shuishi (zh) (水师 / 水師, shuǐshī, « armée de l'eau »).